# El embrujo de Shanghai (novela)
El embrujo de Shanghai es una novela de aventuras de Juan Marsé, publicada en mayo de 1993 que, recibió el Premio de la Crítica en 1994.
Además, Fernando Trueba la adaptó al cine en 2002 con la película homónima.

## Argumento
En la Barcelona de 1948, las apariciones y desapariciones de los maquis, que llegan desde el otro lado de la frontera, y el relato de sus aventuras son lo único que anima el ambiente gris de la época más dura de la posguerra. El relato de la aventura de uno de esos héroes míticos, que embarca rumbo a Shanghái para cumplir una arriesgadísima misión entre pistoleros, exnazis, bellas mujeres y siniestros clubes nocturnos, da sentido a la vida de dos adolescentes, Daniel y Susana, hasta que la realidad les haga despertar del embrujo.

## Temas
"Los sueños juveniles se corrompen en boca de los adultos", empieza diciendo el narrador de 'El embrujo de Shanghái'. Y no es arriesgado proponer que esta novela constituye propiamente la historia de esa corrupción, que conduce a la desolación de una conciencia con la mirada prendida todavía en un mundo que había perdido la transparencia y la palabra.
Además es una reflexión moral sobre la naturaleza y la necesidad de la invención ante el desencanto del presente.

## Estructura de la obra
Externa: Se divide en nueve capítulos, sin nombre, distribuidos, a su vez, en varios apartados separados por un número.
Interna: Se pueden distinguir tres partes:
- Primera parte (capítulos primero y segundo): Se lleva a cabo la presentación de los personajes y la relación entre ellos.

Comienza con la conversación entre el capitán Blay y Daniel (uno de los personajes principales de la novela) y finaliza con la llegada de Nandu Forcat a la casa de Susana.
- Segunda parte (desde el capítulo tercero hasta el octavo): Se desarrolla el juego de apariencias y la mezcla de la realidad y la ficción que, se alternan a lo largo de estos capítulos. De esta forma, se introduce una novela dentro de otra novela.

Además, se presenta el tema principal de la obra (la corrupción de los sueños infantiles en boca de los adultos).
- Tercera parte (capítulo noveno): La llegada de Denis supone el descubrimiento de la verdad que, hace despertar a Susana y a Daniel del embrujo.

## Personajes
- Daniel: Es el narrador de la historia. Comparte con Susana la ausencia del padre (murió en la guerra). Ella no es sólo su primer amor, sino también el que lo marcará para siempre. Con ella comparte su adolescencia y las tardes de verano dibujándola y, escuchando las historias que les cuenta Forcat. Además, se encarga de cuidar de su vecino, el capitán Blay, puesto que, su mujer no se fía de que vaya solo por la calle.

- Susana: Es una perfecta Lolita. Posee dosis iguales de inocencia y de perversión. Es una mujer fatal en versión infantil. Cuando el capitán Blay le encarga hacer un retrato de Susana, Dani encuentra por fin la manera de llegar a la torre donde está recluida la princesa por su enfermedad (tuberculosis).

- La señora Anita: Mujer hermosa y generosa. Es la taquillera del cine Mundial pero, además, es la madre de Susana y la mujer del Kim. Es un personaje tierno y vulnerable, al que le ha ido mal en la vida y bebe para olvidar.

- Nandu Forcat: Forcat es un personaje envuelto en el misterio. Hay en el algo cercano, casi familiar y, sin embargo, posee extraños poderes y guarda graves secretos. Es el paranarrador de la historia del Kim.

- Capitán Blay: Es un ecologista, un precursor. También está algo chalado, pero es esa chaladura de Don Quijote, valiente, generosa. Le da muchos quebraderos de cabeza a Daniel pero, a la vez le transmite lo más importante de la vida: luchar por un mundo mejor.

- Joaquim Franch: Apodado el Kim, es el padre ausente de Susana, el padre idealizado también para Dani. Es más un personaje imaginario que real. Es una silueta, un héroe de tebeo. La realidad revelará que existe otro Kim real, más allá de la leyenda que corre en el barrio. Es uno de esos personajes que no necesitan aparecer en escena para cambiar la vida de los que le rodean.

- Doña Conxa: Más conocida como la Betibú por su pasada sensualidad, es la mujer del capitán Blay. Es como los demás, una superviviente. Es maternal con Dani, Susana, Anita y hasta con el propio Blay. Todo en ella es afecto y comprensión.

- Luís Deniso Mascaró: Apodado el Denis, es la nube negra que se cierne sobre toda la historia, el detonante de la violencia que hará que todo estalle en pedazos y, también, la víctima de la tragedia. Como los demás, el Denis no es más que otro perdedor, otro personaje a quien la vida le ha sido robada y que busca sangre y venganza.

- Los hermanos Chacón: Finito y Juan son dos chicos callejeros y espabilados, sin estudios, ni dinero, ni trabajo que intentan ganarse el pan de cada día como pueden, robando o engañando a la gente piadosa que pasa por el barrio.

- Michel Lévy: Amigo francés del Kim, fue su jefe cuando luchaban en las filas de la Resistencia en Lyon y, en una ocasión le salvó la vida. Más tarde, fue detenido y torturado por la Gestapo, por lo que tuvo que someterse a operaciones quirúrgicas muy peligrosas para salvar su vida. Está casado con Chen Jing Fang y vive lujosamente en Shanghái, donde la conoció pero, sus celos corrompen su relación.

- Chen Jing Fang: La esposa de Lévy es una joven y hermosa china adúltera y, por eso, él quiere vengarse ordenando al Quim que mate a su amante, haciéndole creer que se trata de un ex nazi y que su mujer corre peligro. Es misteriosa, educada y muy atractiva.

- Hans Meiningen: Más conocido en Shanghái como Omar Meiningen, es el amante de Chen Jing. El Quim cree que es Helmut Kruger, el nazi que torturó a su amigo Lévy y, por ello, es perseguido y casi asesinado por este.

- Su Tzu: El capitán del Nantucket no es más que otro novio que tuvo la esposa de Lévy y, que posee un libro con un escrito que ella le dedicó al término de sus relaciones con él, antes de casarse.

- Braulio: Callista de un hospital, es amigo de la madre de Dani, con la que se acaba casando. Entre ellos no hay amistad, ni siquiera comunicación, pero Dani sabe que es buena persona y que hace feliz a su madre, por lo que le respeta y aprende a convivir con él.

## Perspectiva narrativa
El narrador de esta historia es Daniel. Se trata de un narrador en primera persona, por lo que la historia se presenta bajo su punto de vista.
Por otra parte, Nandu Forcat narra la historia del Kim en Shanghái (la segunda novela dentro de la primera). Es el paranarrador y desarrolla la acción en tercera persona.
Los paranarratorios de la segunda novela son Susana y Daniel, que escuchan todas las tardes el relato de Forcat. 
A partir del tercer capítulo y hasta el octavo, se produce una alternancia entre la narración en primera persona y la narración en tercera persona. Esto crea un juego de narradores y un contraste entre la fantasía y la realidad que, supone el engarce entre las dos historias.

## Tiempo / Espacio
La obra está ambientada en un barrio barcelonés y, relata hechos vividos en la época de posguerra, durante el franquismo.
El tiempo externo e interno de la novela no llega a coincidir pero, no hay mucha diferencia entre ellos.
El tiempo externo abarca unos tres años (1948-1951) y el tiempo interno unos meses más.
En ocasiones, se realizan algunos flashbacks para hacer referencia a hechos que ocurrieron en el pasado.
El ritmo de lectura o tempo varía a lo largo de la novela, puesto que, el primer año se desarrolla de una forma más lenta pero, los dos años restantes se resumen rápidamente. En general, el ritmo de lectura es rápido.
En cuanto al espacio, en la obra nos encontramos con espacios urbanos principalmente abiertos aunque, también se presentan espacios cerrados, como la torre donde vive Susana.
Hay tres espacios fundamentales en la novela:
- El barrio: que recorren Daniel y el anciano Blay, buscando firmas para la petición del control de las emisiones de la fábrica. Un barrio gris de Barcelona, lleno de personajes derrotados, ancianos, mujeres alcohólicas que arrastran a duras penas su vida, niños sin futuro que consiguen comida gracias a pequeñas estafas, robos o trabajitos. Un barrio castigado por el humo negro de la fábrica, por la sensación de frustración que tiene atenazada a la ciudad, y sin ningunas ganas de cambiar o siquiera arreglar los problemas cotidianos con los que se enfrentan.

- La casa de Susana: una torre que un día fue elegante pero, hoy se encuentra descuidada. Permanentemente húmeda por las hojas de eucalipto que perfuman el ambiente, por el aroma a cremas y medicamentos y, el terror de la enfermedad; se trata de un espacio mágico donde todo es posible, desde el amor a la muerte y, es un portal a un mundo diferente.

- Shanghai: el mundo donde Focart dirige a Susana y a Daniel que, los aleja de la gris realidad cotidiana, para teñirla de colores vivos, de emociones, de la atracción por las regiones lejanas.

## Estilo
El estilo del autor es narrativo y sencillo. Juan Marsé usa una lengua coherente y adecuada al personaje, lo que aporta una mayor verosimilitud a la novela. Por eso, la obra carece de términos cultos, puesto que, los personajes pertenecen a una clase media-baja.
Por otra parte, predomina el uso del estilo indirecto para reproducir lo que los personajes dicen.

## Conexión de la obra con otras obras
La trama de la obra recuerda al inolvidable clásico de Michael Curtiz, Casablanca (1942), película en la que también hay un personaje perseguido que regenta un lujoso local, como Omar.
En cuanto al título de la novela, está inspirado en la película El embrujo de Shanghai del director Josef von Sternberg, que se estrenó en España en 1946. Esta se desarrolla en un ambiente de lujo cuyos personajes se enfrentan, destruyéndose a sí mismos, como sucede en la novela.